# 丹波義隆
丹波 義隆（たんば よしたか、1955年〈昭和30年〉7月13日 - ）は、日本の俳優。本名は同じ。
東京都杉並区出身。東京都立杉並高等学校卒業、成城大学文芸学部中退。アルファワン・プランテーション→カートプロモーション所属。既婚。

## 来歴
俳優・丹波哲郎の長男。異母弟は森正樹。曽祖父は丹波敬三。先祖は丹波康頼（丹波氏）。父・哲郎が「義隆」を音読みにして「ギリュウ」と度々呼んでいたことから、これから転じた「ギル」というあだ名があった（千葉真一にもそう呼ばれていた）。
都立杉並高校在学中の1973年、“製作費節約のため”という理由で出演を請われ、のちの丹波企画のプロデューサーが製作した大森健次郎監督第1回作品『二十歳の原点』（東京映画）に角ゆり子扮するヒロイン・高野悦子の弟役で映画デビュー。そのまま俳優を続けるつもりはなかったが、ついで岡本喜八監督の東宝映画『青葉繁れる』のオーディションに、父の職場を覗く程度の気持ちで受けたところ合格。名門高校の劣等生役で主演しユニークな個性を発揮した。1977年、『アラスカ物語』（映画）で、丹波哲郎と父子共演を果たしている。
1975年、NHK連続テレビ小説『水色の時』でテレビドラマ初出演。以降、『Gメン'75』『見まわせば二人』などのテレビドラマに多数出演する。
1977年に『ジャッカー電撃隊』で主人公の桜井五郎 / スペードエース役を演じた。
1989年、父・哲郎が製作した『丹波哲郎の大霊界 死んだらどうなる』で主演し、続編の『丹波哲郎の大霊界2 死んだらおどろいた!!』でも哲郎演じる主人公の若返った姿に扮し後半の主役を務めた。
1981年より、俳優養成所「丹波道場」の責任者となった。

## 人物
趣味は、スキー、水泳、ゴルフ、ラジコンの模型飛行機作り。また、鉄道模型のZゲージとスキーとスクーバダイビングとゴルフと社交ダンスにも造詣が深く、自身のホームページで紹介している。
妻は、映画『おれは男だ! 完結篇』でデビューした丹波久美（旧姓名・田中久美、1966年8月29日 - 、東京都出身。）で、1988年1月30日に結婚。両親は社交ダンスのインストラクター。久美が演技の基礎を学び直すため、丹波道場に入ったことから付き合いが始まったという。結婚後は父・丹波哲郎のマネージャーも務めていた。
一男二女の父でもあり、子供たちとは旅番組で共演することもある。

## エピソード
当初は母親から「役者になろうと思うな」と言われていたこともあり俳優を志望してはおらず、パイロットを目指していたが近眼になり断念した。その後、プロスキーヤーを目指していたが、『青葉繁れる』のオーディションを受けることとなる。『青葉繁れる』の撮影中も俳優の道に進むことに迷いがあったが、上映後に観客が自身の芝居で泣き笑いしているのを見て「人の心を動かせる仕事」であることを理解し、俳優の道を続けていくことを決意したという。

### 『ジャッカー電撃隊』関連のエピソード
『ジャッカー電撃隊』の前作『秘密戦隊ゴレンジャー』でもアカレンジャー役のオファーが来ていたが辞退している。『ジャッカー電撃隊』でもオートバイ免許を取得していないことや変身ポーズが恥ずかしいことなどから依頼を遠慮していたが、東映プロデューサーの吉川進から「今回のヒーローは自動車に乗り、カプセルで変身する」と言われ、断る理由がなくなってしまったという。
当初は人前でポーズをつけたりすることに照れを感じていたが、実際に始めてみると気持ちよさを感じ、自身がヒーローであることを認識して夢中で取り組んだという。
番組のてこ入れのため、第23話から登場したビッグワン/番場壮吉役の宮内洋は、丹波哲郎の弟子であったこともあり、師匠の息子である丹波義隆が主演の番組に登場することについて「主役を奪うようで気がひけた」と語っている。一方、義隆は宮内の芝居は勉強になったと述べている。
劇場版『ジャッカー電撃隊VSゴレンジャー』では、ラストの立ち回りでスーツアクターが足りなくなったため、自ら変身後のスペードエースを演じている。丹波は、スーツの匂いや視界の狭さなどを体験し、「大変な仕事だ」と感じたという。
メンバーのチームワークは良く、スタッフ全員とも馬があったと述べている。共演した田中浩とは番組終了後も親交が続き、プライベートでも「隊長」と呼んでいた。
『ジャッカー』の後に出演したテレビドラマ『事件』では、ヒーローとは対極ともいえる被告人役であったが、無意識にヒーローのような格好つけた演技をやってしまい、修正するのに苦労したことを語っている。

## 出演

### テレビドラマ
- 連続テレビ小説（NHK）
  - 水色の時（1975年）
  - チョッちゃん（1987年） - 大川信吾 [18]
  - 走らんか!（1995年） - 池田吾郎
- 鬼平犯科帳（1975年、NET） - 村松忠之進
- Gメン'75（TBS）
  - 第36話「女刑事を襲った男」（1976年） - 岡本マサヒコ
  - 第51話「刑事訴訟法47条女子大生ジャック」（1976年）
  - 第66話「警視庁の中の密室殺人」（1976年） - 渡辺卓
  - 第94話「ブリュッセル国際空港の女」（1977年）−冬木秀治
  - 第156話「女子大生誘拐!」（1978年） - 夏川明
  - 第181話「宮の森交番 21時の出来事」（1978年）- けんじ（弟）
  - 第213話「ニューカレドニアの逃亡者」（1979年） - 秋永龍太郎
  - 第214回「ニューカレドニア大追跡」（1979年）
  - 第249話「コペンハーゲン女子留学生殺人事件」（1980年） - 北見秀雄
- 俺たちの旅 第36話「男には美しさがあるのです」（1976年、NTV） - 永井孝
- 刑事物語・星空に撃て! 第23話「北風にさようなら」（1976年、CX）
- いろはの"い" 第9話「人質」（1976年、NTV） - 青山進
- 江戸特捜指令 第9話「突如消滅! 30人の大行列」（1976年、MBS） - 文吾
- ジャッカー電撃隊（1977年、ANB） - 主演・桜井五郎 / スペードエース
- ドラマ人間模様（NHK）
  - 事件（1978年） - 上田宏
  - 続・夢千代日記（1982年） - 田村
  - まあええわいな（1983年）
- 明日の刑事 第50話「美人刑事VS.フットボールギャング」（1978年、TBS）
- 七人の刑事 第25話「三人家族 -前編-」、第26話「三人家族 -後編-」（1978年、TBS）
- 銀河テレビ小説 / ひそやかな日々を（1979年、NHK） - 主演
- ザ・スーパーガール 第23話「暴力の街に女体を賭けろ」（1979年、12ch）
- 新五捕物帳（NTV）
  - 第66話「泥まみれの青春」（1979年） - 佐吉
  - 第127話「本所なみだ橋」（1980年） - 卯之吉
- 修羅の旅して（1979年10月28日、NHK） - 友治
- オレンジ色の愛たち（1979年、TBS） - 竜太
- 土曜ワイド劇場（ANB→EX）
  - 鮮やかな完全犯罪 女相続人（1979年）
  - 瀬戸内殺人海流 帰らない女（1980年）
  - 私が愛した危険な女（1984年）
  - 能登 泣き砂の殺意（1986年） - 刑事
  - 武田信玄なるほど連続殺人事件（1988年） - フミオ
  - 嫁姑が謎に挑戦!2 銀河鉄道に乗る逃亡者（1996年、ABC） - 高田一郎
  - 元祖! 混浴露天風呂連続殺人17 謎の整形美女を追って列島温泉大縦断!（1997年） - 野木幹夫
  - 新・赤かぶ検事奮戦記8 飛騨白川郷映画ロケ殺人事件（1999年） - 酒匂竜太
  - 罠の二重誘拐（2002年） - 浅田伸
  - 日舞名門－家元相続殺人事件!（2002年） - 時田竜二
  - 京都の女庭師・風水ガーデニング探偵さくら子2（2002年、ABC） - 山村多聞
  - 事件14（2010年） - 金森検察官
  - ヤメ検の女 殺人を隠蔽する検察!?（2011年、ABC） - 大下善巳
  - 100の資格を持つ女6〜ふたりのバツイチ殺人捜査〜（2012年、ABC） - 松尾刑事
- 空想家族（1979年、ABC）
- いらっしゃいませ!（1980年、KTV）
- 見まわせば二人（1981年、NTV） - 横井伸
- 傑作推理劇場 / 土屋隆夫のくじ運の悪い男（1981年、ANB）
- 時代劇スペシャル（CX）
  - 牢獄の花嫁（1981年） - 塙郁次郎
  - くノ一忠臣蔵（1983年） - 高田郡兵衛
- ポーラテレビ小説（TBS）
  - 愛をひとつまみ（1981年 - 1982年） - 石山周太
  - 千春子（1983年） - 佐藤昌夫
- 3年B組貫八先生（1982年、TBS） - 野村
- ゴールデンワイド劇場 / モンタージュ写真の謎（1982年、ANB） - 刑事
- 暁に斬る! 第6話「生娘殺し」（1982年、KTV） - 喜八
- 木曜ゴールデンドラマ（YTV）
  - 母の犯した罪（1983年）
  - 母の大罪（1984年）
  - 江夏八重子の生涯（1988年、KTS）
  - 父の贈りもの（1989年）
- 火曜サスペンス劇場（NTV）
  - 夕陽よ止まれ（1983年）
  - 女弁護士・高林鮎子17 支笏湖10時30分の女（1995年） - 長塚清治
  - 追跡5（1999年） - 石川敏夫
  - 監察医・室生亜季子27 複合死因（2000年） - 牧田一
  - 監察医・室生亜季子30 震える顔（2001年） - 平野丈夫
  - 身辺警護10（2002年） - 北見礼次
  - 監察医・室生亜季子34 追憶（2004年） - 福井史彦
  - 当番弁護士・北条桜子（2005年） - 進藤政夫
- ニュードキュメンタリードラマ昭和 松本清張事件にせまる 第10回「スパイMの謀略」（1984年、ANB）
- 流れ星佐吉 第14話「岡ッ引き首ッたけ大弱り」（1984年、KTV）
- 大江戸捜査網シリーズ（TX）
  - 新・大江戸捜査網
    - 第1話「激闘! 御成敗書が闇を舞う」（1984年） - 宗吉
    - 第26話「絶唱! 幻の夫婦花」（1984年） - 秀松

  - 平成版 第2シリーズ 第19話「極悪非道の罠! 悲しみの島帰り」（1992年） - 冬吉
- 長七郎江戸日記（NTV）
  - 第1シリーズ
    - 第41話「故郷が呼んでいる」（1984年） - 巳之吉
    - 第113話「山から来た女」（1986年） - 茂作

  - 第2シリーズ 第30話「待ちわびて千鳥橋」（1988年） - 清七
  - 第3シリーズ 第8話「十手も刀も捨て」（1990年） - 小市
- 特捜最前線 第393話「オレンジ色の傘の女!」（1984年、ANB） - 北村正彦
- ザ・ハングマン4 第15話「恋人の体が新札偽造のいけにえにされる!」（1985年、ABC） - 森岡健治
- 私鉄沿線97分署 第17話「うそ発見バトルロイヤル!」（1985年、ANB） - 江沢孝
- 必殺シリーズ（ABC）
  - 必殺仕事人V 第19話「加代、天才男と商売する」（1985年） - 木阿弥
  - 必殺仕事人V・旋風編 第3話「主水、殺人ツアーに出かける」（1986年） - 直吉
- サーティーン・ボーイ（1985年、TBS） - 木村先生
- 金曜・女のドラマスペシャル（CX）
  - 松本清張の黒い画集 紐（1985年）
  - Wの悲劇 京都資産家殺人事件（1986年）
- 真田太平記（1985年 - 1986年） - 杉坂重五郎
- 徳川風雲録 御三家の野望（1986年、TX） - 徳川継友
- 泳げ! 第5コース（1986年、KTV） - 大坪コーチ
- 誇りの報酬 第45話「暴走! 芹沢刑事」（1986年、NTV） - 須田三郎
- 白虎隊（1986年、NTV） - 瀬上主膳
- ちょっと気になる嫁（1987年、CBC）
- 水曜ドラマスペシャル / ベスト・フレンド（1987年、TBS） - 市川
- 傑作時代劇 / 雲霧仁左衛門・名古屋編 盗まれた花嫁（1987年、ANB）
- 大河ドラマ（NHK）
  - 武田信玄（1988年） - 石和甚三郎
  - 葵 徳川三代（2000年） - 酒井忠勝
  - 武蔵 MUSASHI（2003年） - 山添団八
- 名奉行 遠山の金さん（ANB）
  - 第1シリーズ 第13話「消えた美女たち」（1988年） - 五助
  - 第5シリーズ 第23話「笹舟の謎! 歩いてきた幽霊」（1993年） - 文七
- 愛の劇場 / 料理恋物語（1988年、TBS） - 和彦
- 隠密・奥の細道  第22話「野望に泣いた女恋唄」（1988年、TX） - 新三
- 水曜グランドロマン / 思春期外来（1989年、NTV）
- 暴れん坊将軍（ANB）
  - 暴れん坊将軍III 第85話「め組の半次郎の天国と地獄」（1989年） - 須坂源之丞
  - 暴れん坊将軍IV
    - 第20話「愛しき炎の剣!」（1991年） - 滝口平八郎
    - 第50話「血涙! 愛しき忠義」（1992年） - 市松
- 月影兵庫あばれ旅 第1シリーズ  第9話「三途の川は渡れない」（1989年、TX） - 角田基一郎
- ドラマチック22 / 超人刑事シュワッチ（1990年、TBS） - 村崎
- ザ・刑事 第8話「ロス疑惑! ディスコに消えた美少女」（1990年、ANB） - 村木二郎
- 神谷玄次郎捕物控 第5話「消えた女」（1990年、CX）
- 火曜ミステリー劇場 / 萩、津和野 幽霊海岸殺人事件（1990年、ANB） - 牟礼俊彦
- 将軍家光忍び旅（ANB）
  - 第1シリーズ 第3話「日蔭に咲くか 夫婦武士道」（1990年） - 羽生田新兵衛
  - 第2シリーズ 第8話「鬼の涙か? 木曽福島に光る水晶」（1992年） - 政五郎
- 鞍馬天狗 第四話「遺書に流した妻の涙」（1990年、TX）
- さすらい刑事旅情編III 第5話「ツイてない男・愛犬が暴く完全犯罪」（1990年、ANB）
- 怪奇千夜一夜物語 第4話「結婚」（1991年、TBS） - 主演
- 月曜ドラマスペシャル（TBS）
  - 三十六人の乗客（1991年） - 古賀
  - 十津川警部シリーズ 函館駅殺人事件 （1994年）
  - ミステリー作家・桜田桃子の冒険（2000年） - 鮫島亮二
- 銭形平次（CX）※北大路欣也版
  - 第1シリーズ 第17話「二度消えた千両箱」（1991年） - 辰蔵
  - 第2シリーズ 第8話「幻の二万両」（1992年） - 菊之助
  - 第5シリーズ 第4話「疑惑の果て」（1995年） - 宇之助
- 戦国最後の勝利者! 徳川家康（1992年、ANB） - 武田勝頼
- 恐怖配達人 / 寄生虫（1992年、KTV）
- 大人は判ってくれない / ダブルイーグル（1992年、CX）
- 半七捕物帳 第16話「悲しみの色の女」（1993年、NTV）
- 日本名作ドラマ / 美徳のよろめき（1993年、TX）
- 新幹線物語'93夏（1993年、TBS） - 石浜徹
- ドラマ新銀河 / つばさ（1994年、NHK） - 日高大輔
- はぐれ刑事純情派（ANB→EX）
  - 第7シリーズ 第23話「汚染した女子高生!? 指紋の謎」（1994年） - 鑑識官・宮田雄一
  - 第8シリーズ 第15話「視姦!? 名も知らぬ共犯者」（1995年）
  - 第10シリーズ 第14話「殺し文句で殺人!? ダイエットの女」（1997年） - 上原隆一
  - 第11シリーズ 第20話「家庭内別居! 幸せを吹聴する女」（1998年） - 牧村
  - 第12シリーズ 第1話「南国土佐、四万十川を捨てた女!」（1999年）
  - 第14シリーズ 第17話「最後の家族旅行!? 光る泥ダンゴの秘密」（2001年） - 清水直人
  - 第16シリーズ 第8話「新人女性刑事の恋人が犯人!? 倹約殺人!」（2003年） - 西山修平
  - はぐれ刑事純情派スペシャル 帰ってきた安浦刑事 殉職! さらば夏目刑事（2006年） - 滝沢浩司
- はぐれ医者・お命預かります! 第7話「女房殺し」（1995年、ANB） - 深尾平之助
- 徳川剣豪伝 それからの武蔵（1996年、TX）
- 刑事追う! 第9話「休暇命令」（1996年、TX）
- 鳥帰る（1996年、NHK）
- 徳川の女〜家康の長女亀姫の闘い（1997年、TX） - 武田勝頼
- 新幹線'97恋物語（1997年、TBS） - 平島
- HOTEL（TBS）
  - シリーズ5  第6話「タダで泊まる方法」（1998年） - 鈴木
  - HOTELスペシャル 2001秋（2001年）
  - HOTELスペシャル 2002春（2002年）
- 金曜エンタテイメント / 女弁護士・水島由里子の危険な事件ファイル No.2（1998年、CX）
- 痛快!三匹のご隠居 第9話「花のお江戸の大勝負 人生は七転び八起き」（1999年、ANB） - 片桐刑部
- ドラマ家族模様 / 晴れ着、ここ一番（2000年、NHK）
- 旬が好き!（2002年、CX）
- ドラマ30（CBC）
  - 幼稚園ゲーム2〜社宅篇〜（2002年） - 谷俊介
  - 新キッズ・ウォー（2005年） - 沢村先生
- 時空警察2（2002年、NTV） - 北条特命
- 月曜ミステリー劇場（TBS）
  - 駅前タクシー湯けむり事件案内（2003年）
  - 探偵・左文字進 鶴富姫伝説の殺意（2003年） - 川中義昭
  - 十津川警部シリーズ 寝台特急あさかぜ殺人事件（2005年） - 本山剛
- *水曜ミステリー9（TX）
  - 鉄道警察官・清村公三郎3 黒部渓谷トロッコツアー殺人事件（2006年） - 大高徹平
  - シロクマ園長 命の事件簿 北海道旭川の動物園で壮大ミステリー（2007年） - 花輪孝志
- 水戸黄門 第41部  第5話「情けを知った刺客の女 -府中-」（2010年、TBS） - 大貫勘十郎
- 月曜ゴールデン / 警視庁心理捜査官・明日香（2011年、TBS） - 田原刑事課長
- 絶対零度〜特殊犯罪潜入捜査〜 Case.09「真の敵は」〜Last case「最期の日、その先に見たもの」（2011年、CX） - 柴崎順一

### 映画
- 二十歳の原点（1973年、東宝） - 高野昌夫
- 青葉繁れる（1974年、東宝） - 主演・田島稔[注釈 4]
- 蔵王絶唱（1974年、東宝） - 能勢正
- 吶喊（1975年、ATG） - 市
- 若大将シリーズ（東宝） - 松原
  - がんばれ!若大将（1975年）
  - 激突!若大将（1976年）
- 竹久夢二物語 恋する（1975年、松竹） - 東條譲二
- アラスカ物語（1977年、東宝） - タカブック
- ジャッカー電撃隊VSゴレンジャー（1978年、東映） - 主演・桜井五郎 / スペードエース[注釈 5]
- 帰らざる日々（1978年、日活） - 田岡
- 神様なぜ愛にも国境があるの（1979年、東宝） - カズ
- 関白宣言（1979年、東宝） - 山川浩
- 連合艦隊（1981年、東宝） - 茂木[19]
- 修羅の群れ（1984年、東映） - 鳥塚勇
- 最後の博徒（1985年、東映） - 早瀬
- ひとひらの雪（1985年、東映） - 望月
- 白い野望（1986年、東映）-  井坂
- 夜汽車（1987年、東映） - 捨吉
- 首都消失（1987年、東宝） - 駿河テレビディレクター
- 丹波哲郎の大霊界 死んだらどうなる（1988年、松竹富士） - 主演・曽我隆
- 丹波哲郎の大霊界2 死んだらおどろいた!!（1990年、松竹富士） - 主演・岡本亮
- 集団左遷（1994年、東映） - 久保昭彦
- 第三の極道（1995年、ヒーロー） - 宮城義政
- 難波金融伝ミナミの帝王 劇場版Part XII（1998年、ケイエスエス） - 岩崎
- 銭道5 無限連鎖講（2004年、シネマパラダイス）
- 銭道6 地獄の債権回収・最終章（2005年、シネマパラダイス）
- しあわせカモン（2009年、シネマとうほく） - 川村
- 新幹線大爆破（リブート版）（2025年4月23日、Netflix） - 須永警察庁刑事部長 役[20][注釈 6]

### オリジナルビデオ
- 新・日本の首領（GPミュージアム） - 井垣辰夫 
  - 新・日本の首領5（2005年）居酒屋大将
  - 新・日本の首領6（2005年） 居酒屋大将
  - 新・日本の首領 完結編（2006年）井垣組組長

### 舞台
- 花のお江戸のてんぷく駕籠屋（1981年）
- 河内山宗俊（1982年、京都南座）
- 大霊界 死んだらどうなる（1994年、東京芸術劇場）